# Bracon erythrostoma
Bracon erythrostoma är en stekelart som beskrevs av Cameron 1886. Bracon erythrostoma ingår i släktet Bracon och familjen bracksteklar. Inga underarter finns listade.